# Teichschlucht (Bannwald)
Das Gebiet Teichschlucht ist ein mit Verordnung vom 1. März 2004 durch die Körperschaftsforstdirektion Freiburg ausgewiesener Bannwald (Schutzgebiet-Nummer 100060) bei Emmendingen im Schwarzwald-Baar-Kreis in Baden-Württemberg.

## Lage
Das Schutzgebiet befindet sich südwestlich von Gütenbach und wird vom Teichbach durchflossen. Es liegt im Staatswald Landkreis Emmendingen auf den Flurstücken 085218-000-00200/003 und 085212-000-00108/003 und es liegt im Staatswald Schwarzwald-Baar-Kreis auf den Flurstücken 086100-000-00030/000 und 086100-000-00115/000.
Der südliche Teil des Bannwalds liegt im Landschaftsschutzgebiet Simonswälder-Tal und der Bannwald ist Teil des Vogelschutzgebiets Südschwarzwald.

## Vegetation
Im Bannwald kommen laut Waldbiotopkartierung die folgenden Pflanzen vor:
Weiß-Tanne, Berg-Ahorn, Braunstieliger Streifenfarn, Gemeine Hasel, Zerbrechlicher Blasenfarn, Spreuschuppiger Wurmfarn, Rotbuche, Gemeine Esche, Gewöhnliche Goldnessel, Waldmeister, Ruprechtskraut, Gefleckte Taubnessel, Ausdauerndes Silberblatt, Wald-Bingelkraut, Gemeine Fichte, Gewöhnlicher Tüpfelfarn, Gelappter Schildfarn, Alpen-Johannisbeere, Gebirgs-Rose, Himbeere, Brombeere, Sal-Weide, Roter Holunder, Fuchssches Greiskraut, Hain-Sternmiere, Sommerlinde, Bergulme, Große Brennnessel.

## Schutzzweck
Der Schutzzweck des Bannwalds ist gemäß Schutzgebietsverordnung
- Die unbeeinflusste, spontane Entwicklung des Waldes mit seinen Tier- und Pflanzenarten (Schutz des Sukzessionsablaufs, Prozessschutz) sowie die wissenschaftliche Beobachtung der Entwicklung zu gewährleisten.
- Dies beinhaltet den Schutz der Lebensräume und -gemeinschaften, die sich im Gebiet befinden, sich im Verlauf der eigendynamischen Entwicklung des Waldbestandes innerhalb des Schutzgebietes ändern oder durch die eigendynamische Entwicklung entstehen.

## Betreuung
Wissenschaftlich betreut wird der Bannwald durch die Forstliche Versuchs- und Forschungsanstalt Baden-Württemberg (BVA).